# Homare Sawaová
Homare Sawaová (japonsky 澤 穂希, * 6. září 1978 Fučú) je bývalá japonská fotbalistka, hrající v záloze. Fotbal hraje od šesti let, ve dvanácti debutovala v lize a v patnácti letech v reprezentaci, hned ve svém prvním mezistátním zápase vstřelila čtyři branky.
Získala jedenáct titulů v japonské ženské lize: s Nippon TV Beleza v letech 1991, 1992, 1993, 2005, 2006, 2007, 2008 a 2010 a s INAC Kobe Leonessa v letech 2011, 2012 a 2013. V roce 2013 vyhrála s Kobe světový šampionát klubů. Působila také dvě sezóny v americké soutěži Women's Professional Soccer.
Za japonskou reprezentaci v letech 1993 až 2015 odehrála 205 mezistátních utkání a vstřelila v nich 83 branek. Zúčastnila se šesti mistrovství světa ve fotbale žen a čtyř olympijských turnajů. Byla kapitánkou týmu a nejlepší střelkyní turnaje na MS 2011, kde Japonky získaly světový titul, získala stříbrné medaile na LOH 2012 a MS 2015. Byla také v týmu, který vyhrál Asijské hry 2010 a mistrovství Asie 2014.
V roce 2012 byla zvolena nejlepší světovou fotbalistkou roku a byla v nominaci na Cenu Laureus pro sportovkyni roku. V roce 2014 byla jako první žena uvedena do Síně slávy asijského fotbalu. V roce 2015 oznámila ukončení kariéry a o dva roky později porodila dceru.

## Statistiky
| Japonsko | Japonsko | Japonsko |
| Roky     | Záp.     | Góly     |
| -------- | -------- | -------- |
| 1993     | 4        | 4        |
| 1994     | 6        | 1        |
| 1995     | 8        | 0        |
| 1996     | 10       | 3        |
| 1997     | 7        | 13       |
| 1998     | 10       | 4        |
| 1999     | 8        | 0        |
| 2000     | 1        | 1        |
| 2001     | 8        | 6        |
| 2002     | 8        | 5        |
| 2003     | 12       | 10       |
| 2004     | 8        | 2        |
| 2005     | 9        | 3        |
| 2006     | 17       | 7        |
| 2007     | 14       | 6        |
| 2008     | 15       | 7        |
| 2009     | 1        | 0        |
| 2010     | 15       | 3        |
| 2011     | 14       | 5        |
| 2012     | 10       | 1        |
| 2013     | 2        | 0        |
| 2014     | 8        | 1        |
| 2015     | 8        | 1        |
| Celkem   | 205      | 83       |

## Úspěchy

### Reprezentační
- Letní olympijské hry:  2012
- Mistrovství světa:  2011;  2015
- Mistrovství Asie:  2014;  1995, 2001;  1993, 1997, 2008, 2010